# Never Ever (film)
Pour plus de détails, voir Fiche technique et Distribution.
Never Ever est un film américano-britannique, sorti en 1996.

## Fiche technique
- Titre : Never Ever
- Réalisation : Charles Finch
- Scénario : Charles Finch
- Pays d'origine : États-Unis - Royaume-Uni
- Genre : drame
- Date de sortie : 1996

## Distribution
- Sandrine Bonnaire : Katherine Beaufort
- Jane March : Amanda Trevane Murray
- Charles Finch : Thomas Murray
- James Fox : Arthur Trevane
- Jean Rochefort : Gerard Panier
- Julian Sands : Roderick